# Фокс, Меган
Ме́ган Дени́з Фокс (англ. Megan Denise Fox; род. 16 мая 1986, Ок-Ридж, Теннесси, США) — американская актриса кино, телевидения и озвучивания, фотомодель. Известна как исполнительница роли Микаэлы Бейнс в фильмах «Трансформеры» и «Трансформеры: Месть падших», а также по роли Эйприл О’Нил в «Черепашках-ниндзя» и «Черепашках-ниндзя 2». Самая сексуальная женщина по версии журнала FHM (2008).

## Ранние годы
Меган Дениз Фокс родилась 16 мая 1986 года в Ок-Ридж, штат Теннесси. Её отец работал надзирателем за условно освобождёнными преступниками. Когда Меган исполнилось три года, её родители развелись, но мать вскоре снова вышла замуж — за мужчину значительно старше её, который перевёз Меган и её старшую сестру в Порт-Сент-Луси, штат Флорида. Отчим придерживался строгих нравов, и в результате строгое воспитание стало причиной панических атак Меган, которые внешне выражались во вспышках неконтролируемой агрессии.

## Карьера
В пять лет Фокс начала заниматься танцами и участвовать в драматическом кружке. В 1999 году получила несколько наград на американском танцевальном шоу American Modeling and Talent Convention in Hilton Head, проходившем в Южной Каролине. Одна из первых ролей состоялась в картине «Солнечные каникулы» в 2001 году, в котором она сыграла противную красотку, не дающую спокойно жить героиням сестричек Олсен. К 16 годам она уже имела резюме из нескольких фильмов, которые снимались во Флориде. Среди них был эпизод в «Плохих парнях 2» Майкла Бэя. Год спустя Фокс вместе с матерью переехала в Лос-Анджелес. В период с 2003 по 2004 год играла эпизодические роли в фильмах «Улица Оушен», «За что тебя люблю», «Два с половиной человека» и «Помощь». В 2004 году Меган Фокс работала на вторых ролях в Голливуде вместе с Линдси Лохан в «Звезде сцены», с 2004 по 2006 год играла роль Сидни Шановски в сериале «Королева экрана».

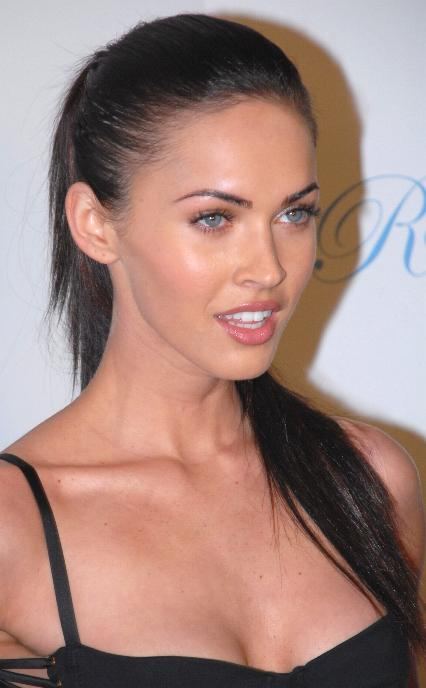
Меган Фокс в 2007 году

В 2007 году к Фокс пришёл настоящий успех, поскольку она приняла участие в самой зрелищной кинокартине 2007 года — «Трансформеры», где исполнила роль Микаэлы Бейнс. В 2008 году снялась в роли восходящей звезды кино в фильме «Как потерять друзей и заставить всех тебя ненавидеть».
В 2009 году снова сыграла роль Микаэлы Бейнс в фильме «Трансформеры: Месть падших», а также снялась в фильме «Тело Дженнифер». В третьей части трилогии «Трансформеры» Меган отказалась сниматься из-за конфликта с режиссёром. Как выяснилось, её уволил продюсер фильма Стивен Спилберг после интервью британскому The Telegraph. В своём интервью Меган Фокс заявила: «режиссёр фильма „Трансформеры“ Майкл Бэй — самый настоящий Гитлер». Фокс уверяла, что Майкл Бэй потребовал от неё набрать вес и добиться нужного ему загара. Однако, по версии Меган, её вовсе не уволили, а она сама покинула проект для участия в других проектах, так как посчитала такое отношение к себе неприемлемым. Но режиссёр Майкл Бэй опроверг её слова и признался, что всегда смотрел сквозь пальцы на выходки Меган, но в этот раз она зашла слишком далеко. «Вы знаете, после слов о Гитлере Стивен сказал уволить её прямо сейчас», — заявил Бэй на пресс-конференции. В третьей части «Трансформеры 3: Тёмная сторона Луны» Меган заменила британская модель Роузи Хантингтон-Уайтли.
В 2010 году Меган снялась в клипе «Love The Way You Lie» Эминема и Рианны. Фокс предстала в роли репортёра Эйприл О’Нил в фильме 2014 года «Черепашки-ниндзя» и его продолжении «Черепашки-ниндзя 2», премьера которого состоялась в 2016 году. В 2019 году также выходит ещё один фильм с её участием — «Зеровилль», где она играет роковую женщину по имени Соледад. В 2021 году состоялась премьера фильма «В западне», в котором Фокс сыграла вдову Эмму, прикованную наручниками к трупу своего мужа.

## Личная жизнь
В 2004 году Фокс начала встречаться с актёром Брайаном Остином Грином, с которым познакомилась на съёмках телесериала «Королева экрана»; на момент начала отношений ей было 18 лет, а Грину — 30. Они обручились в ноябре 2006 года. В феврале 2009 года пара объявила о расставании. В июне 2010 года стало известно, что Фокс и Грин вновь обручились, однако, по словам Фокс, они были обручены ещё с 2006 года.
Фокс и Грин поженились 24 июня 2010 года на тайной церемонии на острове Мауи. 21 августа 2015 года Фокс подала на развод, спустя пару дней после того, как пара объявила о расставании. В начале 2016 года они возобновили отношения. У супругов есть три сына — Ноа Шеннон Грин (род. 27 сентября 2012 года), Боди Рэнсом Грин (род. 12 февраля 2014 года) и Джорни Ривер Грин (род. 4 августа 2016). Фокс также является мачехой сына Грина, Кассиуса (род. 2002), от предыдущих отношений. 18 мая 2020 года было сообщено о расставании Фокс и Грина.
Говоря об отношениях и сексуальности, Фокс отметила, что имеет недоверие и неприязнь к мужчинам, и что восприятие её как «дикой и безумной секс-бомбы» не соответствует действительности, поскольку она по характеру довольно замкнута и имела сексуальную близость лишь с двумя мужчинами, включая Грина. Фокс является бисексуалкой, и сказала, что верит, что «все люди рождены со способностью испытывать влечение к лицам обоих полов».
16 июня 2020 года рэпер Machine Gun Kelly на своей странице в Instagram подтвердил слухи о том, что встречается с Фокс. 12 января 2022 года Фокс объявила, что они помолвлены. В 2024 году Фокс снялась в музыкальном видео «Lonely Road» Machine Gun Kelly и Джелли Ролла. В начале ноября 2024 года Меган Фокс сообщила, что беременна от Machine Gun Kelly, а в начале декабря появилась информация, что пара рассталась. 27 марта 2025 года Machine Gun Kelly в своём Instagram поделился фотографией новорождённой дочки. Для Меган это уже четвёртый ребёнок. В июне 2025 года стало известно, что девочку назвали Сага Блэйд Фокс-Бэйкер.

## Фильмография
| Год       |    | Русское название                                     | Оригинальное название                            | Роль              |
| --------- | -- | ---------------------------------------------------- | ------------------------------------------------ | ----------------- |
| 2001      | ф  | Солнечные каникулы                                   | Holiday in the Sun                               | Бриана Уоллс      |
| 2002—2003 | с  | Улица Оушен                                          | Ocean Ave.                                       | Лоун Стар         |
| 2003      | ф  | Плохие парни 2                                       | Bad Boys II                                      | девушка в клубе   |
| 2003      | с  | За что тебя люблю                                    | What I Like About You                            | Шеннон            |
| 2004      | ф  | Звезда сцены                                         | Confessions of a Teenage Drama Queen             | Карла Сантини     |
| 2004      | ф  | Преступления моды                                    | Crimes of Fashion                                | Кэндис            |
| 2004      | с  | Два с половиной человека                             | Two and a Half Men                               | Пруденс           |
| 2004      | с  | Помощь                                               | The Help                                         | Кассандра Риджвэй |
| 2004—2006 | с  | Королева экрана                                      | Hope & Faith                                     | Сидни Шановски    |
| 2007      | ф  | Трансформеры                                         | Transformers                                     | Микаэла Бейнс     |
| 2008      | ф  | Как потерять друзей и заставить всех тебя ненавидеть | How to Lose Friends & Alienate People            | Софи Мэйс         |
| 2008      | ф  | Шлюшка                                               | Whore                                            | Лост              |
| 2009      | ф  | Трансформеры: Месть падших                           | Transformers 2: Revenge of the Fallen            | Микаэла Бейнс     |
| 2009      | ф  | Тело Дженнифер                                       | Jennifer’s Body                                  | Дженнифер Чек     |
| 2010      | ф  | Джона Хекс                                           | Jonah Hex                                        | Лейла             |
| 2010      | ф  | Игры страсти                                         | Passion Plays                                    | Лили Ластер       |
| 2011      | ф  | Дети сексу не помеха                                 | Friends with Kids                                | Мэри Джейн        |
| 2012      | ф  | Любовь по-взрослому                                  | This is Forty                                    | Дези              |
| 2012      | мс | Робоцып                                              | Robot Chicken: DC Comics Special                 | Лоис Лейн         |
| 2012      | ф  | Диктатор                                             | The Dictator                                     | камео             |
| 2014      | ф  | Черепашки-ниндзя                                     | Teenage Mutant Ninja Turtles                     | Эйприл О’Нил      |
| 2016      | ф  | Черепашки-ниндзя 2                                   | Teenage Mutant Ninja Turtles: Out of the Shadows | Эйприл О’Нил      |
| 2016—2017 | с  | Новенькая                                            | New Girl                                         | Рейган Лукас      |
| 2018      | с  | Древние легенды с Меган Фокс                         | Legends of the Lost with Megan Fox               | играет себя       |
| 2019      | ф  | Зеровилль                                            | Zeroville                                        | Соледад Паладин   |
| 2019      | ф  | Девушка-невидимка                                    | Above the Shadows                                | Джулиана          |
| 2019      | ф  | Битва за Чансари                                     | Jangsari: Icheojin Yeongungdeul                  | Маргарита Хиггинс |
| 2020      | ф  | Думай как собака                                     | Think Like a Dog                                 | Эллен             |
| 2020      | ф  | Львица                                               | Rogue                                            | Саманта О’Хара    |
| 2021      | ф  | В западне                                            | Till Death                                       | Эмма              |
| 2021      | ф  | Полночь на злаковом поле                             | Midnight in the Switchgrass                      | Ребекка Ломбарди  |
| 2021      | ф  | Клыки ночи                                           | Night Teeth                                      | Грейс             |
| 2022      | ф  | Большой золотой слиток                               | Big Gold Brick                                   | Жаклин            |
| 2022      | ф  | Телец                                                | Taurus                                           | Мэй               |
| 2022      | ф  | Доброго траура                                       | Good Mourning                                    | Кеннеди           |
| 2023      | ф  | Джонни и Клайд                                       | Johnny & Clyde                                   | Алана Харт        |
| 2023      | ф  | Неудержимые 4                                        | The Expendables 4                                | Джина             |
| 2024      | ф  | Меган: К вашим услугам                               | Subservience                                     | гиноид            |

## Награды и номинации
| Награды и номинации   | Награды и номинации | Награды и номинации                                                             | Награды и номинации                       | Награды и номинации |
| Награда               | Год                 | Категория                                                                       | Фильм                                     | Итог                |
| --------------------- | ------------------- | ------------------------------------------------------------------------------- | ----------------------------------------- | ------------------- |
| Kids’ Choice Awards   | 2010                | Любимая киноактриса                                                             | Трансформеры: Месть падших                | Номинация           |
| MTV Movie Awards      | 2008                | Прорыв                                                                          | Трансформеры                              | Номинация           |
| MTV Movie Awards      | 2010                | Лучший WTF момент                                                               | Тело Дженнифер                            | Номинация           |
| National Movie Awards | 2007                | Лучшая женская роль                                                             | Трансформеры                              | Номинация           |
| Выбор народа          | 2010                | Любимый актёрский состав                                                        | Трансформеры: Месть падших                | Номинация           |
| Золотая малина        | 2010                | Худшая экранная пара                                                            | Трансформеры: Месть падших                | Номинация           |
| Золотая малина        | 2010                | Худшая актриса                                                                  | Трансформеры: Месть падших Тело Дженнифер | Номинация           |
| Золотая малина        | 2011                | Худшая актриса                                                                  | Джона Хекс                                | Номинация           |
| Золотая малина        | 2011                | Худшая экранная пара                                                            | Джона Хекс                                | Номинация           |
| SFX Awards            | 2010                | Лучшая актриса                                                                  | Трансформеры: Месть падших                | Номинация           |
| Teen Choice Awards    | 2007                | Выбор актрисы: Приключенческий фильм                                            | Трансформеры: Месть падших                | Номинация           |
| Teen Choice Awards    | 2007                | Выбор фильма: Актриса — прорыв                                                  | Трансформеры: Месть падших                | Номинация           |
| Teen Choice Awards    | 2007                | Выбор фильма: Поцелуй                                                           | Трансформеры: Месть падших                | Номинация           |
| Teen Choice Awards    | 2009                | Выбор звезды лета: Актриса                                                      | Трансформеры: Месть падших                | Награда             |
| Teen Choice Awards    | 2009                | Выбор: Hottie                                                                   |                                           | Награда             |
| Teen Choice Awards    | 2010                | Выбор актрисы: ужасы/триллер                                                    | Тело Дженнифер                            | Награда             |
| Молодой актёр         | 2005                | Лучшее исполнение в телесериале (комедия или драма) — Поддержка молодой актрисы | Королева экрана                           | Номинация           |
| Scream Award          | 2009                | Лучшая актриса в фантастическом фильме                                          | Трансформеры: Месть падших                | Награда             |